# Бернарсвиллер
Бернарсвиллер (фр. Bernardswiller) — коммуна на северо-востоке Франции в регионе Гранд-Эст (бывший Эльзас — Шампань — Арденны — Лотарингия), департамент Нижний Рейн, округ Селеста-Эрстен, кантон Оберне.
Площадь коммуны — 5,53 км², население — 1387 человек (2006) с тенденцией к росту: 1467 человек (2013), плотность населения — 265,3 чел/км².

## Население
Население коммуны в 2011 году составляло 1424 человека, в 2012 году — 1425 человек, а в 2013-м — 1467 человек.
| 1962 | 1968 | 1975 | 1982 | 1990 | 1999 | 2006 | 2008 | 2011 | 2012 | 2013 |
| ---- | ---- | ---- | ---- | ---- | ---- | ---- | ---- | ---- | ---- | ---- |
| 817  | 991  | 1022 | 1031 | 1056 | 1220 | 1387 | 1427 | 1424 | 1425 | 1467 |

Динамика населения:

## Экономика
В 2010 году из 949 человек трудоспособного возраста (от 15 до 64 лет) 752 были экономически активными, 197 — неактивными (показатель активности 72,9 %, в 1999 году — 72,1 %). Из 752 активных трудоспособных жителей работали 699 человек (367 мужчин и 332 женщины), 53 числились безработными (29 мужчин и 24 женщины). Среди 197 трудоспособных неактивных граждан 78 были учениками либо студентами, 74 — пенсионерами, а ещё 45 — были неактивны в силу других причин.

## Достопримечательности (фотогалерея)

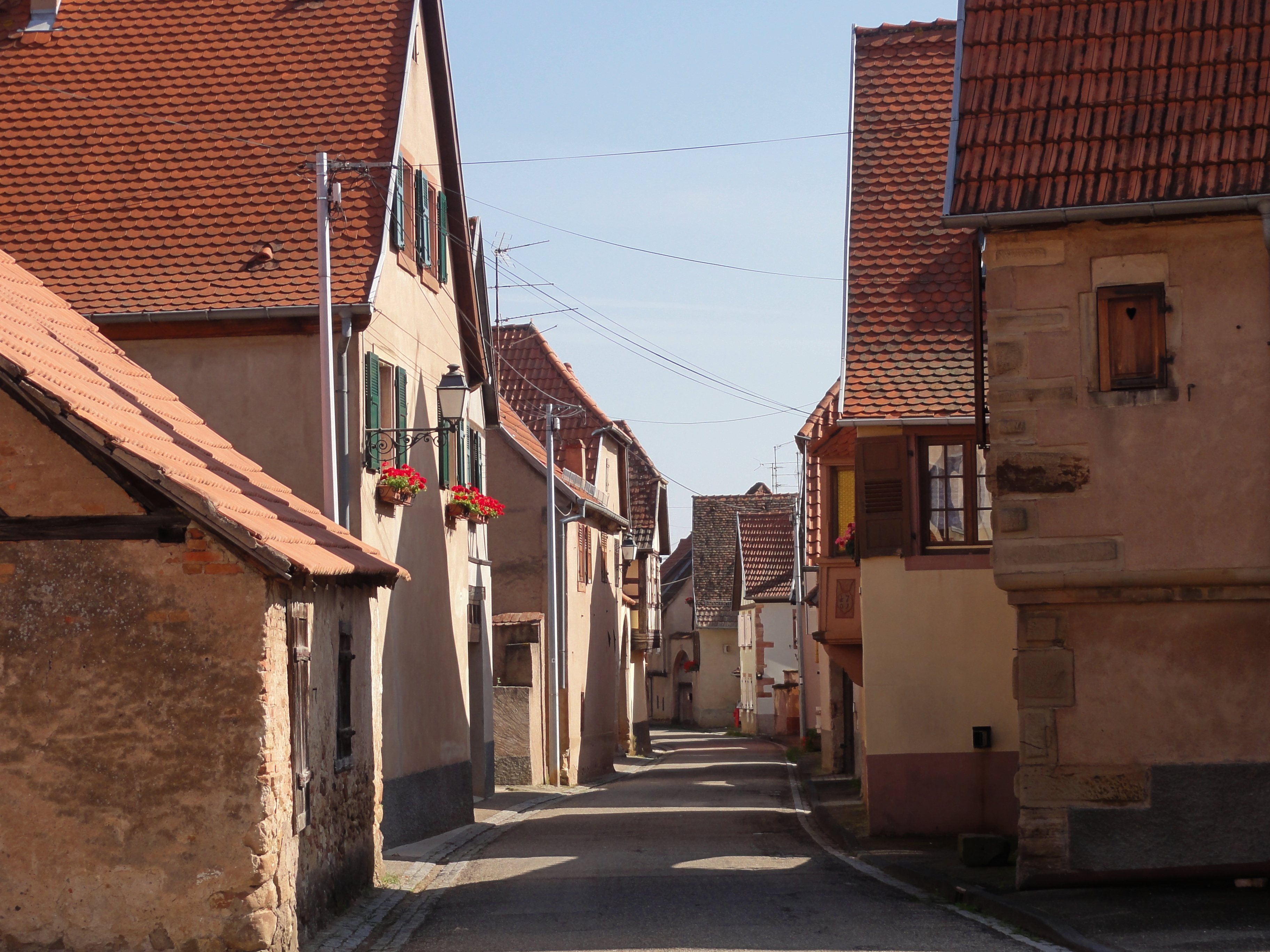
Средневековая улица
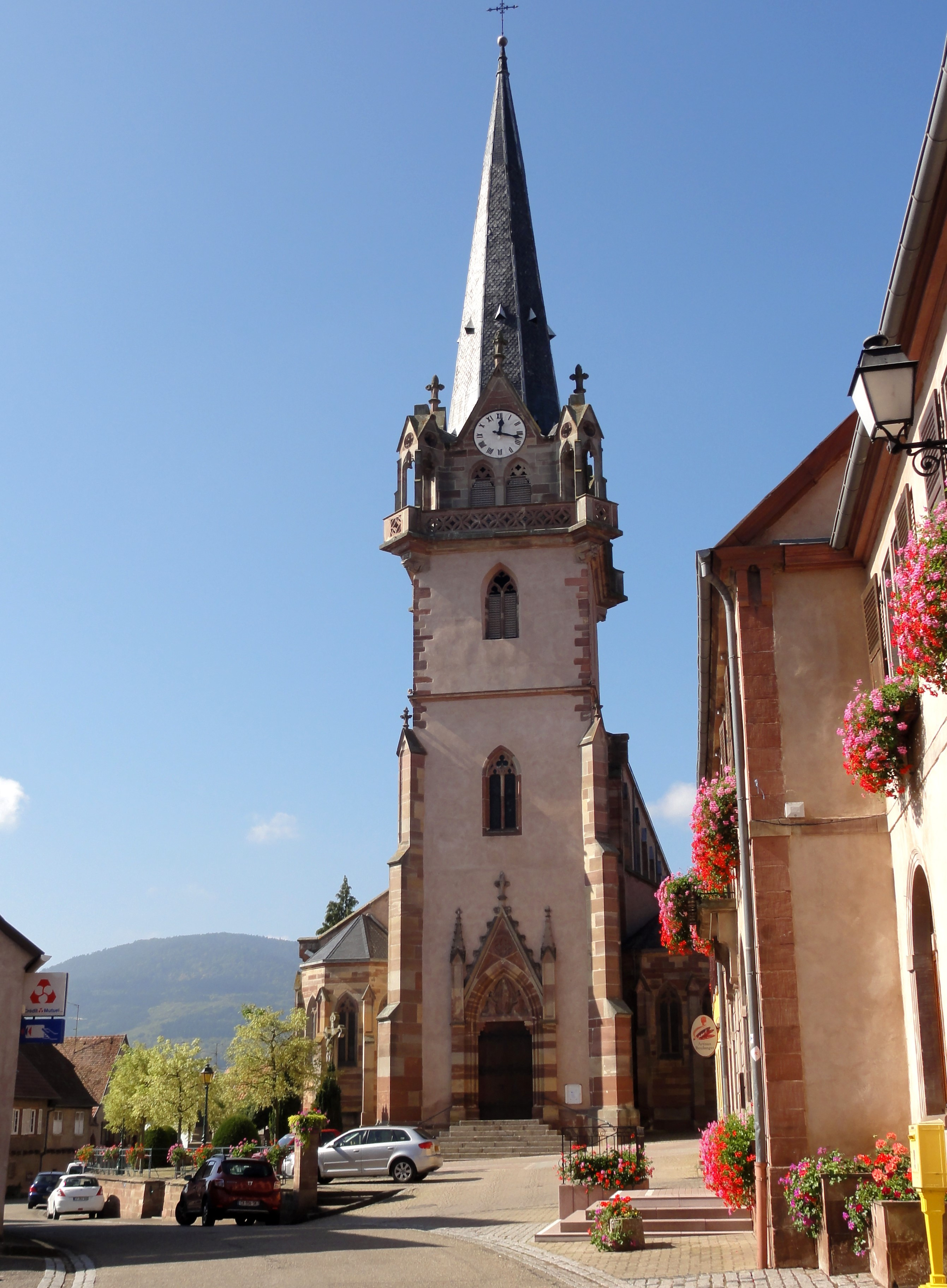
Колокольня
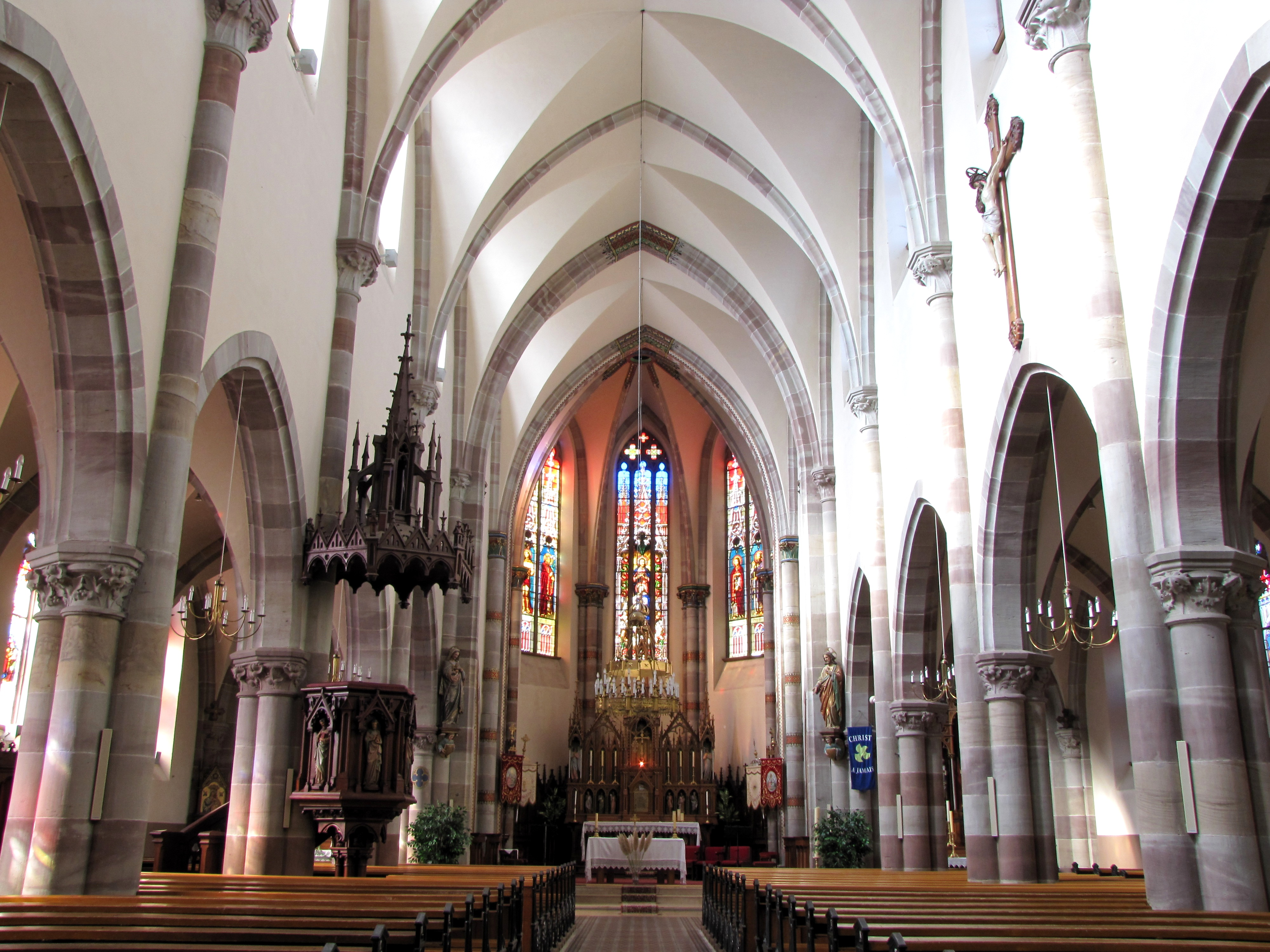
Интерьер
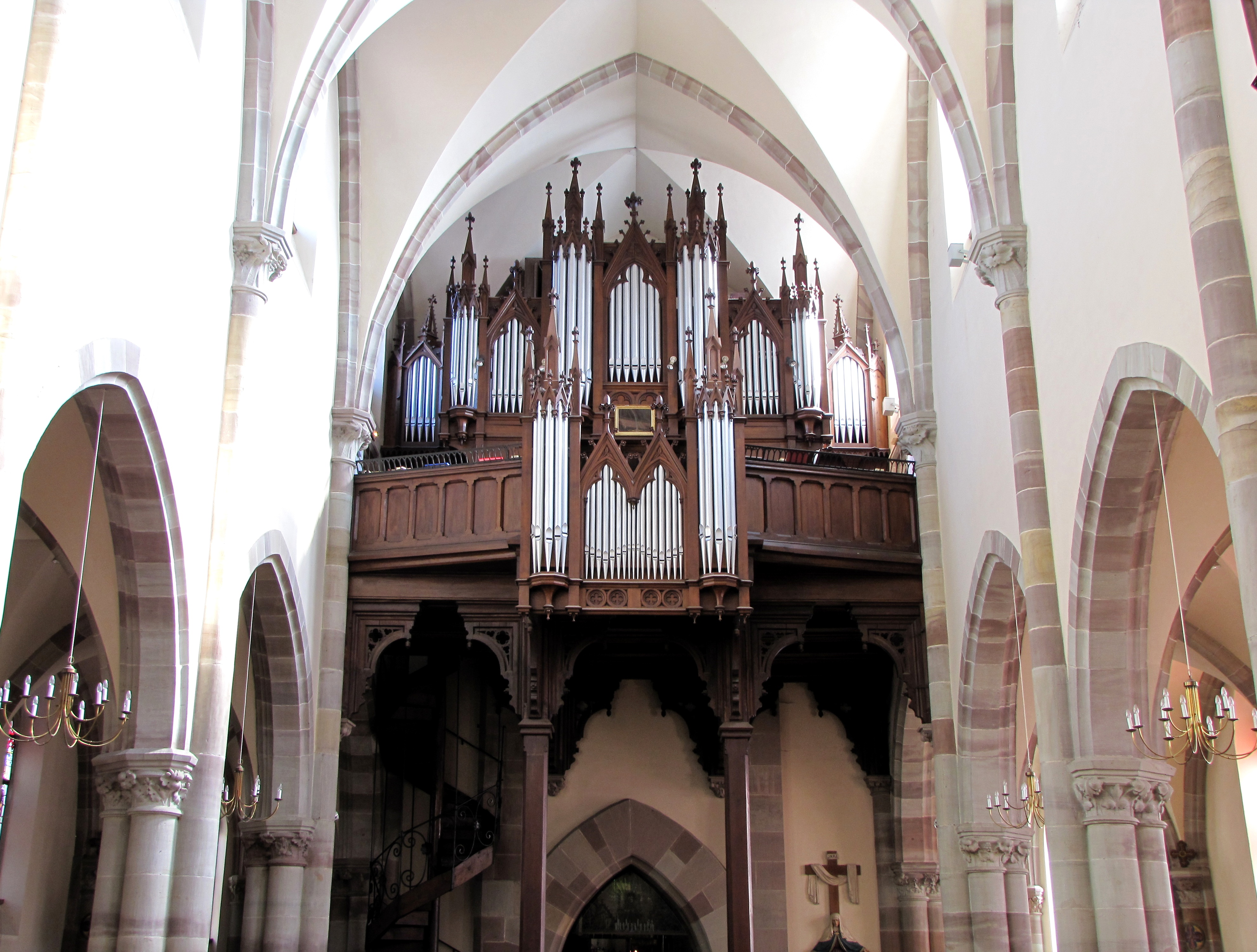
Орган
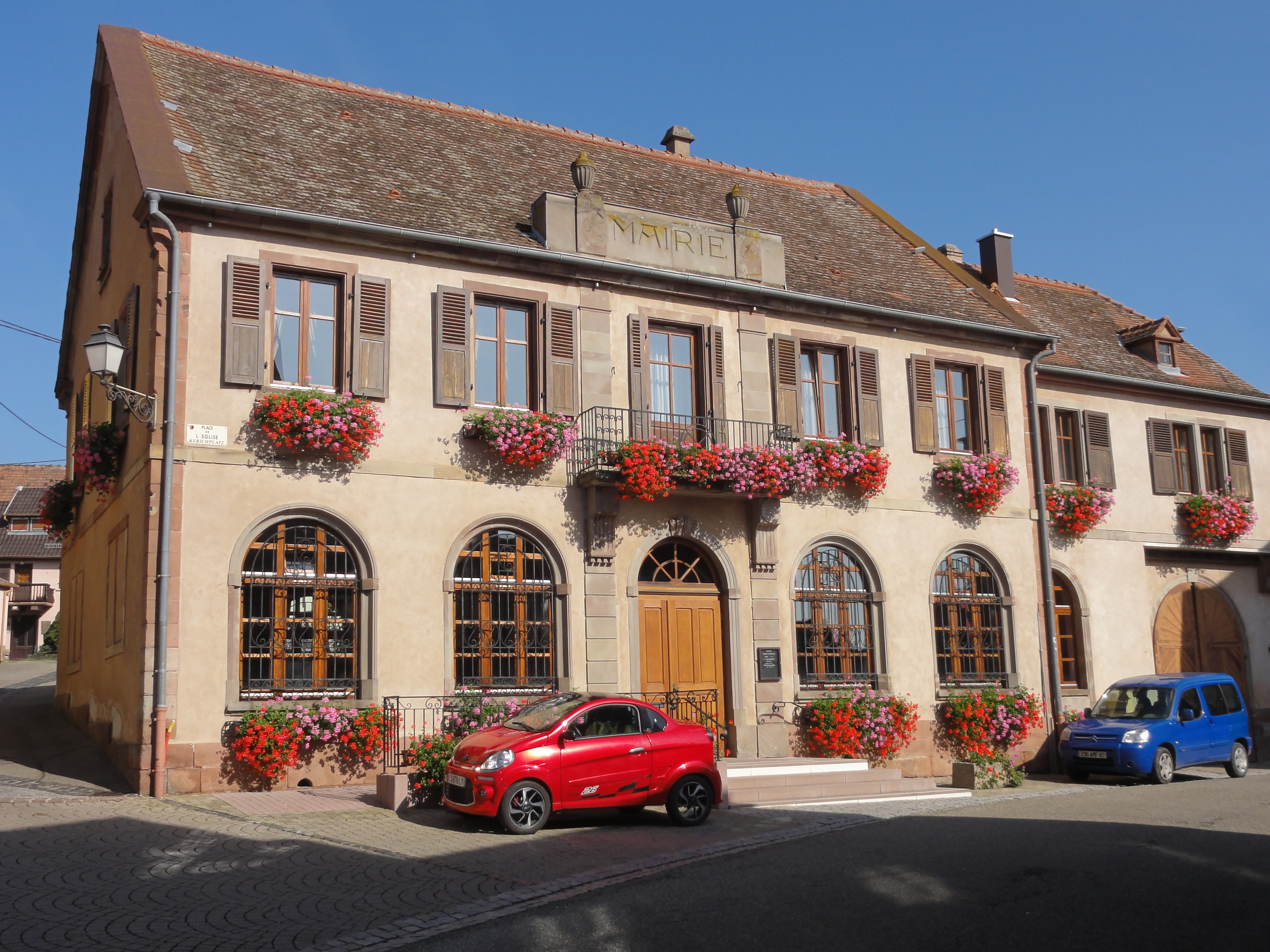
Здание мэрии (1881)
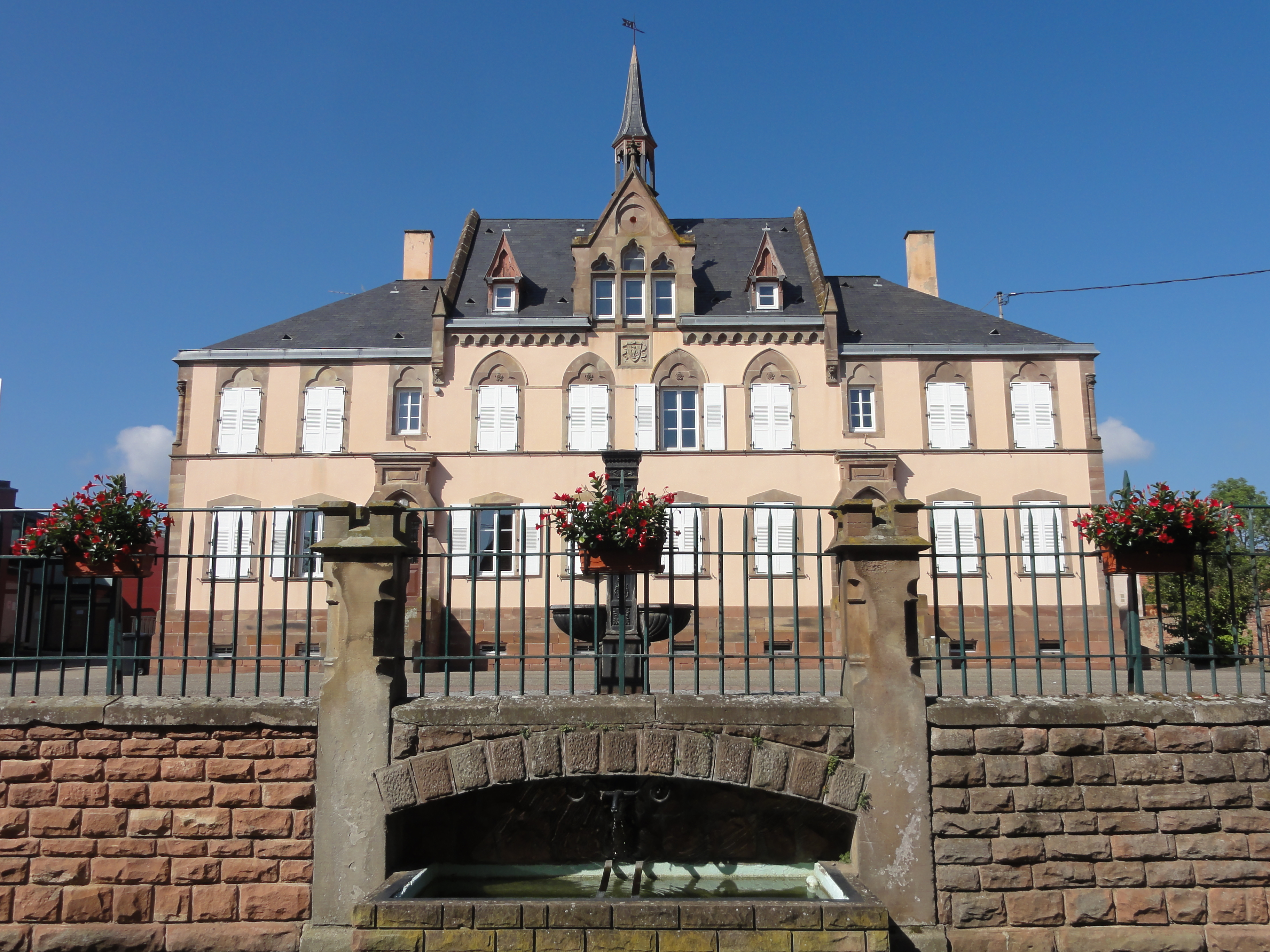
Здание школы (1881)